# جوجل توك
جوجل توك (بالإنجليزية: Google Talk) هو برنامج لنظام ويندوز للتراسل الفوري والصوتي، مقدم من جوجل. أول إصدار تجريبي صدر في 24 أغسطس 2005. تم استبدال جوجل توك بـ هانج آوتس لاحقا. وتعرف بالعامية باسم جي شات أو جي توك أو جي مسدج بين مستخدميها.
المحادثات الفورية بين خوادم جوجل تولك وعملائه تستخدم البروكسي المفتوح إكس إم بي بي الذي يمكن المستخدمين من استخدام عملاء إكس إم بي بي للتوصل مع مستخدمي جوجل توك.
جوجل توك متاح حاليا لأنظمة ويندوز فقط (2000، إكس بي، سيرفر 2003، فيستا). مع إطلاق أداة جوجل تولك، أصبح بإمكان المستخدمين من مختلف المنصات الداعمة لأدوب فلاش بلاير استخدام جوجل تولك. العديد من عملاء إكس إم بي بي متوافقة مع جوجل تولك، وتدعم العديد من المنصات الأخرى.
كان جوجل توك أيضًا اسم تطبيقات العميل التي قدمتها جوجل مسبقًا لاستخدام الخدمة. كانت تطبيقات جوجل توك متاحة لأنظمة مايكروسوفت ويندوز، أندرويد، بلاك بيري،  ونظام كروم أو إس. كما كان تطبيق ويب جوجل توك للجوال متاحًا من قبل. في فبراير 2015، تم إيقاف عميل ويندوز وتوقف عن العمل، حيث أوصت جوجل المستخدمين باستخدام جوجل هانج آوتس بدلاً من ذلك. تم توجيه مستخدمي عميل ويندوز بالانتقال إلى تطبيق جوجل هانج آوتس على نظام متصفح جوجل كروم الأساسي. لا يزال من الممكن الاتصال بـ جوجل توك مع تطبيقات الطرف الثالث المتوافقة مثل بدجن وجاجيم.

## المميزات

### تاريخ التشغيل البيني
أعلنت جوجل أن الهدف الرئيسي لخدمة جوجل توك هو التشغيل البيني (الذي تم التخلي عنه في عام 2013). استخدم جوجل توك إكس إم بي بي لتوفير رسائل قابلة للتوسيع في الوقت الفعلي وأحداث التواجد، بما في ذلك المراسلة في وضع عدم الاتصال والبريد الصوتي. يدعم جوجل توك المراسلة مع أي مزود خدمة يدعم بروتوكول إكس إم بي بي. وشملت هذه يارثلينك، جيزمو 5، تيسكالي، نيتياس، شكا، ميديا رينج، وفقا لجوجل، «الآلاف من مزودي خدمات الإنترنت الأخرى والجامعات والشركات والمستخدمين الفرديين.» 
عملاء إكس إم بي بي الآخرين، مثل بدجن وبي إس آي،  كانوا متوافقين  مع الدردشة النصية لـ جوجل توك (IM)، مما يسمح بالدردشة النصية مع مستخدمي إكس إم بي بي على مجموعة متنوعة من الأنظمة الأساسية.
في مايو 2013، أعلنت جوجل عن خطتها لإسقاط الدعم لمعيار إكس إم بي بي المفتوح لصالح جوجل هانج آوتس.

### تكامل المنتج
تم دمج جوجل توك في جي ميل حيث يمكن للمستخدمين إرسال رسائل فورية إلى مستخدمي جي ميل الآخرين. نظرًا لأنه يعمل داخل المتصفح، لا يلزم تنزيل عميل جوجل توك لإرسال رسائل فورية إلى مستخدمي جي ميل.
تم حفظ سجلات المحادثة تلقائيًا في منطقة «الدردشات» في حساب جي ميل للمستخدم. سمح ذلك للمستخدمين بالبحث في سجلات الدردشة الخاصة بهم وتخزينها مركزيًا في حسابات جي ميل الخاصة بهم. لفترة طويلة، لم يكن من الممكن تنزيل سجلات الدردشة التي لم يتم إرفاقها بمحادثة بريد إلكتروني مباشرةً،  على الرغم من العثور على بعض الحلول. ومع ذلك، في 15 سبتمبر 2011، أعلنت جوجل عن ميزة جديدة لبرنامج جوجل تيك أوت الذي يسمح للمستخدمين بتنزيل سجلات الدردشة عبر IMAP.
قامت جوجل أيضًا بدمج جوجل توك مع أوركوت. مكّن هذا مستخدمي جوجل توك من التفاعل مع مستخدمي أوركت المسجلين، بإرسال واستلام «قصاصات» داخل أوركت. تم إغلاق أوركت منذ ذلك الحين.
كانت أداة جوجل توك عبارة عن وحدة قائمة على الويب يمكن تضمينها في iجوجل (منذ توقفها) وصفحات الويب الأخرى، مما يسمح بالدردشة النصية مع مستخدمي جوجل توك. كانت هذه الوظيفة في مرحلة ما  توقف دون أي إعلان حقيقي، على الأرجح في مواجهة إصدار خدمات جوجل هانج آوتس.
تم دمج + جوجل في جوجل توك. في العميل المستقل وأداة جوجل توك المضمنة في جي ميل وجوجل+، ظهرت جهات اتصال جوجل+ في قائمة جهات الاتصال؛ تم عرض دوائرهم الخاصة في تكرار جوجل + للأداة. تم إغلاق + جوجل منذ ذلك الحين.

### الصوت والفيديو
من الممكن إجراء واستقبال مكالمات هاتفية من داخل جي ميل باستخدام جوجل توك. لتلقي المكالمات، ومع ذلك، يجب على المستخدم الترقية إلى حساب صوت جوجل كامل. في البداية، لم يتمكن المستخدمون خارج الولايات المتحدة من الترقية إلى حساب جوجل فويس كامل أو تلقي مكالمات هاتفية في جي ميل. (المكالمات الصادرة من خلال جي ميل لا تتطلب جوجل فويس وهي متوفرة في العديد من البلدان خارج الولايات المتحدة.)  يتيح جوجل توك للمستخدمين ترك بريد صوتي لجهة اتصال سواء قاموا بتسجيل الدخول إلى جوجل توك أم لا. يمكن أن تصل مدة الرسائل إلى 10 دقائق ويمكن للمستخدمين اختيار إرسالها إلى صندوق بريد جي ميل الخاص بهم. يمكن إرسال الرسائل مع أو بدون الرنين الأول لرقم هاتف المستلم.
توفر جوجل أيضًا مكوّنًا إضافيًا لمتصفح الدردشة الصوتية والمرئية لـ جوجل توك  (يجب عدم الخلط بينه وبين عميل جوجل توك المستقل) الذي يدعم الدردشة الصوتية والمرئية بين مستخدمي جي ميل. المكوِّن الإضافي متاح لنظام التشغيل ويندوز (إكيس بي وفيستا و 7) وماك أو إس (فقط على أجهزة ماك المستندة إلى انتل)،  ولينكس (تتوفر حزم دبيان وأوبونتو وفيدورا وأوبن سوزي، ولكن تعمل الثنائيات على أنظمة أخرى أنظمة). يجب تنزيل المكون الإضافي وتثبيته، ولكن بخلاف ذلك يتم دمجه بسلاسة في واجهة جي ميل.

### التشفير
يتم تشفير الاتصال بين عميل جوجل توك وخادم جوجل توك، إلا عند استخدام دردشة جي ميل عبر HTTP، أو شبكة متحدة لا تدعم التشفير، أو عند استخدام وكيل مثل آي إم لوجيك. الرسائل من طرف إلى طرف غير مشفرة. تخطط جوجل لإضافة دعم للمحادثة وتشفير المكالمات في إصدار مستقبلي. يدعم بعض عملاء إكس إم بي بي التشفير مع خوادم جوجل توك. من الممكن أن يكون لديك تشفير من طرف إلى طرف عبر شبكة جوجل توك باستخدام تشفير OTR (غير قابل للحفظ) باستخدام برامج الدردشة الأخرى مثل أديوم (لنظام التشغيل ماك) أو بدجن (لنظامي التشغيل لينكس وويندوز).
إصدار جوجل الخاص بـ «غير قابل للحفظ» ليس تشفير OTR (غير قابل للحفظ). يؤدي تمكين «غير قابلة للحفظ» داخل دردشة جي ميل إلى إيقاف تشغيل تسجيل الرسائل، ولكنه لا يمكّن التشفير.

### المراسلة دون اتصال بالإنترنت
في 1 نوفمبر 2006، قدمت جوجل خدمة المراسلة في وضع عدم الاتصال إلى جوجل توك. يتيح ذلك للمستخدمين إرسال رسائل إلى جهات الاتصال الخاصة بهم، حتى إذا لم يقوموا بتسجيل الدخول. سيتلقون الرسائل عند اتصالهم بالإنترنت في المرة التالية حتى لو كان المستخدم الذي أرسلها غير متصل. يعمل هذا فقط بين حسابات جي ميل، ولكن ليس بين خوادم جوجل توك وخوادم إكس إم بي بي الأخرى.

### توافق الجهاز المحمول
في 30 يونيو 2006، أصدرت نوكيا برنامجًا جديدًا لجهازها اللوحي نوكيا 770 إنترنت تابليت، والذي تضمن جوجل توك كأحد عملاء VoIP المتوافقين، بسبب البرنامج المستند إلى إكس إم بي بي. جهاز آخر متوافق مع جوجل توك هو جهاز ميلو من سوني، والذي تم إصداره في 15 سبتمبر 2006. يتوفر أيضًا عميل جوجل توك لأجهزة بلاك بيري من موقع بلاك بيري. تم دمج دعم جوجل توك أيضًا في أجهزة جوجل أندرويد، ولكنه لا يدعم مكالمات الصوت والفيديو تحت إصدار أندرويد 2.3.4. تم إصدار هذا في أبريل 2011 لـ جوجل نيكزس إس.
ومع ذلك، نظرًا لأن جوجل توك يوفر بروتوكول إكس إم بي بي، فإن معظم الهواتف المحمولة التي يوجد لها عميل إكس إم بي بي مناسب  يمكن أن تقدم أيضًا خدمة جوجل توك، على الأقل من الناحية النظرية (اعتمادًا على الهاتف، قد يواجه المستخدم تحذيرات أمنية بسبب جافا بلاتفورم ميكرو إديشين غير الموقعة ميدلت أو الحدود التي وضعها مزود خدمة الهاتف المحمول). عملاء الجوال المصممون خصيصًا لـ جوجل توك موجودون أيضًا.
تدعم معظم الهواتف بروتوكول IMPS، وهناك شبكات هجينة إكس إم بي بي / IMPS (من خلال وسائل النقل إكس إم بي بي، أو خوادم هجينة مصممة خصيصًا)،  والتي يمكنها أيضًا الاتصال بمستخدمي جوجل توك. خدمة جوجل توك نفسها غير قابلة للاستخدام من IMPS (وهذا يعني أنه لا يمكن تسجيل الدخول باستخدام حساب جي ميل الخاص بهم، ولكن يمكنهم التحدث مع أصدقائهم في جي ميل باستخدام حساب IMPS الخاص بهم من هاتفهم المحمول).
بالنسبة لمعظم الهواتف الذكية، بما في ذلك المستندة إلى سيمبيان وكذلك أندرويد، تتضمن تطبيقات الطرف الثالث مثل نيمبز وفرينج دعمًا لحسابات جوجل توك، بما في ذلك مكالمات VoIP.

### تنسيق النص
لا يزود جوجل توك المستخدم بقائمة لتنسيق النص. ومع ذلك، يدعم جوجل توك بعض ميزات تنسيق النص مثل جعل النص غامقًا ومائلًا. لكتابة رسالة بخط عريض، يجب على المستخدم كتابة النص المطلوب بين علامتين نجميتين (*)، على سبيل المثال، * سيكون هذا النص غامقًا في جوجل توك *. وبالمثل لجعل النص مائلًا، يجب وضع النص بين الشرطات السفلية (_) وبالنسبة للخط في محتوى النص، يجب وضع النص بين الشرطات (-). يعمل هذا فقط في بعض أدوات جوجل الأصلية، ولا يعمل دائمًا كما هو متوقع عند استلامه من عملاء إكس إم بي بي آخرين.

## التاريخ

### 2005
في 22 أغسطس 2005، نشرت صحيفة نيويورك تايمز إشاعة عن خدمة «أداة اتصالات» تحمل علامة جوجل التجارية  وقدمت صحيفة لوس أنجلوس تايمز التفاصيل. بعد ذلك، وجد أن المجال الفرعي talk.google.com يحتوي على خادم إكس إم بي بي نشط. تم اكتشاف طريقتين لتسجيل الدخول إلى الخادم بعد فترة وجيزة وكشفت الاستجابة التي تلت ذلك من قبل المدونين المتحمسين للعديد من الآخرين كيفية تسجيل الدخول قبل الإصدار الرسمي من جوجل.
في مساء يوم 23 أغسطس، تم قطع اتصال العديد من المستخدمين الذين قاموا بتسجيل الدخول باستخدام المنفذ 5222 للاتصال ولم يتمكنوا من تسجيل الدخول مرة أخرى. كان المستخدمون الذين يستخدمون المنفذ 5223 للاتصال لا يزالون قادرين على تسجيل الدخول، وفي الساعة 04:12:52 بالتوقيت العالمي المنسق، تلقى هؤلاء المستخدمون رسالة بث فورية من gmail.com، وهو اسم مستخدم رسمي على ما يبدو تستخدمه جوجل للتواصل مع قاعدة المستخدمين الخاصة بهم، والتي تنص على «تم إصلاح الارتباط المعطل. شكرًا لكونك أول مستخدمين لنا!» تم العثور على اتصال المنفذ 5222 لإعادة تمكينه. في 24 أغسطس، تم إطلاق جوجل توك رسميًا.
في 15 ديسمبر 2005، أصدرت جوجل ليبجنجل،  مكتبة سي++ لتنفيذ جنجل، «مجموعة من الامتدادات لبروتوكول مجموعة مهندسي الإنترنت (IETF) للتوسيع والتواجد (إكس إم بي بي) لاستخدامه في الصوت عبر IP (VoIP) والفيديو، وجلسات وسائط متعددة نظير إلى نظير». ليبجنجل هي مكتبة للشفرة التي تستخدمها جوجل للاتصال من نظير إلى نظير، وتم توفيرها بموجب رخص بي إس دي.

### 2006
في عام 2006، ذكرت جوجل أنها تعمل على إضافة ميزات جديدة مثل دعم بروتوكول بدء جلسة (SIP) في إصدار مستقبلي، مما يوسع قاعدة المستخدمين للبرنامج.
في 17 يناير 2006، تمكين جوجل خادم إلى خادم الاتصالات، المكونة للدولة الاتحادية نفسها مع أي خادم إكس إم بي بي الذي يدعم بروتوكول ديالباك.
في 7 فبراير 2006، تلقى جي ميل وظيفة الدردشة،  باستخدام أجاكس للاتصال بين الخادم والمتصفح، وتم دمجه مع جوجل توك. أضاف أيضًا القدرة على الدردشة مع عميل إكس إم بي بي مدمج.
في أغسطس 2006، أعلنت كل من جوجل وإيباي أنهما ستنظران في جعل مستخدمي جوجل توك قادرين على التواصل مع سكايب: «سوف تستكشف الشركات أيضًا إمكانية التشغيل البيني بين سكايب وجوجل توك عبر معايير مفتوحة لتمكين الدردشة النصية والتواجد عبر الإنترنت.»  ومع ذلك، مع استحواذ مايكروسوفت على سكايب في 10 مايو 2011، ربما تم تعليق هذا التشغيل البيني بين جوجل وإيباي.

### 2007
في 14 آذار (مارس) 2007، أصدرت جوجل أداة جوجل توك، وهي وحدة توك المستندة إلى أدوبي فلاش والتي يمكن إضافتها إلى iجوجل (صفحة جوجل الرئيسية المخصصة رسميًا) أو تضمينها في أي صفحة ويب، مما يسمح للشخص بالدردشة من أي نظام تشغيل الذي يدعمه أدوبي فلاش بلاير طالما تم تثبيت أدوبي فلاش بلاير.
تم نشر لقطة شاشة في 18 مايو 2007، كجزء من عرض جوجل آبز، والتي تُظهر بعض تكامل الهاتف في جوجل توك. في 2 آذار (مارس) 2008. أكد أحد مهندسي جوجل أنهم كانوا يستخدمونه داخليًا لبعض الوقت.
في 26 نوفمبر 2007، أصدر جوجل توك إمكانات الدردشة الجماعية. قبل ذلك، كان بإمكان المستخدمين الدردشة مع شخص واحد فقط في كل نافذة. تتيح الدردشة الجماعية للعديد من المستخدمين الدردشة مع بعضهم البعض في بيئة مشابهة لـ بروتوكول الدردشة عبر الإنترنت (IRC).
في 6 ديسمبر 2007، قامت جوجل بترقية الدردشة المدمجة في جي ميل لتشمل إمكانية الدردشة الفورية لـ AOL. يتيح ذلك لمستخدمي جي ميل تسجيل الدخول إلى خدمة دردشة AIM والتواصل مع أي مستخدم AIM أثناء تسجيل الدخول إلى خدمة جوجل توك. لم تتم ترقية أداة جوجل توك والعميل لتمكين هذه الميزة حتى الآن، ولم يتم الإعلان عن وقت إتاحتها.

### 2008
في 25 فبراير 2008، أضافت جوجل ميزة تسمى «شات باك»، والتي تسمح لمالك حساب جوجل توك بالدردشة مع الأشخاص الذين ليس لديهم حساب. يجب على مالك الحساب أولاً إنشاء شارة يمكن تضمينها في صفحات الويب. تظهر هذه الشارة التوفر الحالي للمالك. يؤدي النقر فوق الشارة إلى إشعار طلب دردشة للمالك الذي يمكنه الرد من خلال النقر على عنوان يو آر إل المحدد. أثناء المحادثة، يتعين على كلا الطرفين استخدام أداة جوجل توك ويظل الطرفان مجهولين لبعضهما البعض، حتى أن اسم حساب جوجل الخاص بالمالك لم يتم الكشف عنه للنظير الآخر.
في 11 نوفمبر 2008، تم إطلاق جوجل شات (الدردشة الصوتية والمرئية) لتمكين الكمبيوتر من الدردشة الصوتية والمرئية على الكمبيوتر. تشير الدلائل من أحد إصدارات جوجل كروم الأولى في ديسمبر 2008 إلى وجود عميل توك جديد قيد التشغيل.
نظرًا لأن مواصفات إكس إم بي بي جينجل  أصبحت مسودة قياسية، قامت جوجل بتحديث لبجينجل إلى الإصدار 0.5.1  وذكرت أن «جوجل توك في طور التحديث ليكون متوافقًا تمامًا مع مواصفات جينجل».
تمتلك جوجل إصدارًا من جوجل توك يسمى جوجل توك، إصدار لابز، على الرغم من أنه يفتقر إلى العديد من ميزات إصدارات جوجل توك الأخرى.

### 2012
في 20 أبريل 2012، أعلنت جوجل أنها ستغلق تطبيق الويب للجوال لـ جوجل توك.
في يونيو 2012، أعلنت جوجل أنها تخطط لتجديد تجربة الدردشة من خلال دمج جوجل توك مع هانج آوتس وجوجل ميسنجر لتقليل الارتباك والتجزئة. في مؤتمر جوجل I / O 2013 الذي عقد في سان فرانسيسكو، كاليفورنيا، أعلنت جوجل أنها ستحل محل جوجل توك وجوجل ميسنجر وخدمة الدردشة المرئية الأصلية في جوجل+ هانج آوت مع جوجل هانج آوتس.

### 2013
في 15 مايو 2013، صرح مدير جوجل لمنتجات الاتصال في الوقت الفعلي، نيخيل سينغال، في مؤتمر جوجل I / O أن الانتقال إلى جوجل+ هانج آوت سيعني أن إكس إم بي بي (البروتوكول الذي سمح لـ جوجل توك بالتعامل مع البائعين والتطبيقات الأخرى) غير مدعوم في هانج آوت. صرح السيد سنغال أنه طالما أن جوجل توك متاح، فمن المتوقع أن تستمر تطبيقات العميل الخارجية في العمل.

### 2014
في 30 أكتوبر 2014، أعلنت جوجل في مدونة تحديثات التطبيقات أن «تطبيق جوجل توك لنظام التشغيل ويندوز سيستمر في العمل لمدة شهرين تقريبًا قبل إيقاف تشغيله».

### 2015
في 3 فبراير 2015، أرسلت جوجل رسالة نظام إلى المستخدمين تفيد بأن «تطبيق جوجل توك لنظام التشغيل ويندوز سيتوقف عن العمل في 16 فبراير 2015. تم استبداله بتطبيق كروم هانج آوتس الجديد.»
في 13 فبراير 2015، نشر مطور جوجل مايور كامات توضيحًا بأن خدمة إكس إم بي بي التي تعتمد عليها تطبيقات الدردشة التابعة لجهات خارجية ستستمر بعد إهمال عميل جوجل توك الخاص بـ ويندوز.
بعد أن توقفت جوجل رسميًا عن دعم جوجل توك لنظام التشغيل ويندوز في 23 فبراير 2015، استمر التطبيق في العمل بشكل طبيعي خلال فترة سماح واضحة استمرت حتى 28 فبراير. اعتبارًا من ذلك التاريخ، أدت محاولات الاتصال إلى عرض رسالة خطأ تفيد بأن «اسم المستخدم وكلمة المرور غير متطابقين». تلقى هؤلاء المستخدمون إشعارًا بالبريد الإلكتروني ينص جزئيًا على ما يلي: «لقد لاحظنا أنك حاولت مؤخرًا استخدام تطبيق جوجل توك لنظام التشغيل ويندوز. أردنا إخبارك أنه تم إيقاف هذا في 23 فبراير 2015. نوصي بتجربة هانج آوتس حتى تتمكن من الدردشة مع جميع جهات اتصالك في جوجل».
يُزعم أن تطبيق جوجل توك لنظام التشغيل ويندوز سيظل يعمل عن طريق الاتصال من خلال التطبيقات باستخدام إكس إم بي بي بما في ذلك بدجن وجاجيم ولكن لا يمكنه الاتصال مباشرة من خلال جوجل أو جي ميل.

### 2017
تم إيقاف تطبيق جوجل توك لنظام أندرويد وأداة جوجل شات في جي ميل في 26 يونيو 2017 ولم يعدا يعملان. قد يستمر المستخدمون في استخدام عملاء إكس إم بي بي من جهات خارجية للاتصال بخادم جوجل توك القديم، ولكن فقط للدردشة الفردية مع مستخدمي هانج آوتس.

## روابط خارجية
- جوجل توك، مدونة التنمية الرسمية.